# Rock Cup
Het voetbaltoernooi om de Rock Cup is het nationale bekertoernooi in Gibraltar.
Het wordt sinds 1895 georganiseerd door de Gibraltar Football Association. Door de toetreding van Gibraltar tot de UEFA kwalificeert de winnaar zich vanaf 2014 voor de UEFA Europa Conference League, tussen 2014 en 2021 UEFA Europa League.

## Winnaars
- 1894–95 Gibraltar FC
- 1896-1934  onbekend
- 1935-36 HMS Hood
- 1936-37 Britannia FC
- 1937-38 Europa FC
- 1938-39 2nd Battalion The King's Regiment
- 1939-40 Britannia FC
- 1940-41 niet gehouden
- 1941-42 AARA
- 1942-43 RAF New Camp
- 1943-44 4th Btallion Royal Scott
- 1945-46 Europa FC
- 1946-47 Gibraltar United FC
- 1947-48 Britannia FC
- 1948-49 Prince of Wales FC
- 1949-50 Europa FC
- 1950-51 Europa FC
- 1951-52 Europa FC
- 1953-73 onbekend
- 1973-74 Manchester United Reserve
- 1974-75 Glacis's United
- 1975-76 2nd Battalion RGJ
- 1976-77 Manchester United FC
- 1977-78 onbekend
- 1978-79 St Joseph's FC
- 1979-80 Manchester United FC
- 1980-81 Glacis United FC
- 1981-82 Glacis United FC
- 1982-83 St Joseph's FC
- 1983-84 St Joseph's FC
- 1984-85 St Joseph's FC
- 1985-86 Lincoln FC
- 1986-87 St.Joseph's
- 1987-88 RAF Gibraltar
- 1988-89 Lincoln Reliance
- 1989-90 Lincoln FC
- 1990-91 onbekend
- 1991-92 St Joseph's FC
- 1992-93 Lincoln FC
- 1993-94 Lincoln FC
- 1994-95 St Theresas FC
- 1995-96 St Joseph's FC
- 1996-97 Glacis United FC
- 1997-98 Glacis United FC
- 1998-99   onbekend
- 1999-00 Gibraltar United FC
- 2000-01 Gibraltar United FC
- 2001-02 Lincoln FC
- 2002-03 Manchester United FC
- 2003-04 Newcastle FC
- 2004-05 Newcastle FC
- 2005-06 Newcastle FC
- 2006-07 Newcastle FC
- 2007-08 Lincoln FC
- 2008-09 Lincoln FC
- 2009-10 Lincoln FC
- 2010-11 Lincoln FC
- 2011-12 St Joseph's FC
- 2012-13 St Joseph's FC
- 2013-14 Lincoln Red Imps FC
- 2014-15 Lincoln Red Imps FC
- 2015-16 Lincoln Red Imps FC
- 2016-17 Europa FC
- 2017-18 Europa FC
- 2018-19 Europa FC
- 2019-20 Toernooi in kwartfinale afgebroken vanwege Corono-pandemie
- 2020-21 Lincoln Red Imps FC
- 2021-22 Lincoln Red Imps FC
- 2022-23 FC Bruno's Magpies
- 2023-24 Lincoln Red Imps FC

Noot: Newcastle FC en Lincoln FC waren tijdelijke namen van Lincoln Red Imps FC.